# Elasmus funereus
Elasmus funereus is een vliesvleugelig insect uit de familie Eulophidae. De wetenschappelijke naam is voor het eerst geldig gepubliceerd in 1967 door Riek.